# ハイパービルディング
ハイパービルディング（Hyper-building, Hypertall-building）は、高さ1,000m以上の建築物のこと。超々高層建築物（ちょうちょうこうそうけんちくぶつ）、超々高層ビル（ちょうちょうこうそうビル）ともいう。
2025年時点で高さ1,000m以上の建築物は世界に存在しない（世界最高はブルジュ・ハリーファの828m）。

## 世界のハイパービルディング計画

### アメリカ
アメリカは超高層ビルの先駆けとなった国であり、1930年代には300-400m級のビルがあり、英語圏では、300mを越える高さはスーパートールと呼ばれる。その後、400-500m級のビルも建築され、1990年代までビルの高層化のトップを走っていた。
1,000m超のビルの建設を具体的に設計した世界で最も初期のハイパービルディング構想の一つは、フランク・ロイド・ライト設計の「ジ・イリノイ」（1,600m、1956年提案）で、これはシカゴに建設することが構想されていた。

### 日本
1990年前後のバブル景気の時期にかけて都心のオフィス需要が逼迫したため大手建設業者を中心にエアロポリス2001、スカイシティー1000、X-Seed 4000、清水メガシティピラミッド、早稲田大学理工学部建築学科尾島俊雄研究室による東京バベルタワー（高さ1万m、敷地は山手線の内側全て、首都圏の人口・3,000万人を収容）といった1,000m超級のビルの計画が相次いで提案されたが、バブル崩壊後の不景気で立ち消えとなった（#過去のハイパービルディング計画参照）。
1990年代からハイパービルディング研究会（事務局：財団法人日本建築センター、建築技術研究所）が継続してきた研究では地球環境に調和した高さ1,000m、面積1,000ha、寿命1,000年の縦型都市を実現することが研究目的とされている。その名にビルディングと付くが単なる高層建築ではなく都市を内包することを目的としたアーコロジーであり、実現すればそれ自身が一つの計画都市となる。
現在ではハイパービルディング特別法という法律を新たに制定し、「民設公営」方式でハイパービルディングプロジェクトを進行させる事が構想されている。20世紀末には首都機能移転の案としてハイパー首都（高さ1,125mのハイパービルディングに首都機能を移転する構想）がハイパービルディング研究会から提案された。現在は新宿のハイパービルディングプロジェクト（老朽化した新宿副都心を再生する構想）と築地のハイパービルディングプロジェクト（築地市場移転後の跡地にグリーンスパイラルシティーというハイパービルディングを新築する構想）がそれぞれ進行中である。
また、ハイパービルディング研究会の計画とは別に建築家・古谷誠章による「ハイパースパイラル」（東京駅上空にハイパービルディングを建設）や、デビット・マローによる「スカイマイルタワー」（高さ1,700m、ネクスト東京のランドマークとして東京湾上に2045年を目処に建設）といった構想がある。

### 中国
香港または上海は、「バイオニックタワー」と呼ばれるスペイン人建築家Eloy Celaya、Mª Rosa CerveraおよびJavier Gómez Piozが設計したハイパービルの建築に関心を示している。これは300階建て1,228mで、100,000人が居住可能である。

### アラブ首長国連邦
2011年現在、最もハイパービルディングに近づいたのは、アラブ首長国連邦の「ブルジュ・ハリーファ」（828m、2010年竣工）である。これは2023年時点で世界で最も高いビル（超高層ビルの一覧も参照）であり、それまで世界で一番高かったビル「台北101」の508mを大幅に上回っている。また、過去も含め歴代で最も高い建造物であったワルシャワ・ラジオ塔の646mも上回り、史上最も高い建造物となっている。
同じく首都ドバイには、高さ1,400m（228階建）の「ナキールタワー」の建設案が2003年に提唱された。竣工すれば世界有数のハイパービルディングとなる見込みであったが、2009年12月に計画が凍結された。
同じくドバイでは「ジュメイラ・ガーデン・シティプロジェクト」（バーティカル・シティ）の一部として、高さ2,400m（400階建）の「ドバイ・シティ・タワー」の建設が計画されている。これは建設予定の建造物の中で世界一の高さだといわれ、2042年に完成を目標としている。

### サウジアラビア
サウジアラビアには、高さ1,008mの「ジッダ・タワー」（キングダム・タワー）を紅海に面するジッダの近くに建設中（2028年完成目標、同年に完成すれば世界初の高さ1,000m超えのビルとなる）。建設に名乗りを上げたのは、アル=ワリード・ビン・タラール王子が運営する投資会社のキングダム・ホールディング・カンパニー。総工費1兆円ともいわれている。

### クウェート
クウェートでは現在「マディナ・アル＝ハリール」と呼ばれる新都市を造成しており、高さ1,001m（250階建）の「ブルジュ・ムバラク・アル＝カビール」が都市の中心部に計画されている。
また、「Al Jaberタワー」と呼ばれる1,852mのビルを建てる計画もある。

### バーレーン
バーレーンでは、首都マナーマで高さ1,022mの「ムルジャン・タワー」の建設が計画されている。

### エジプト
エジプトでは、首都カイロ東郊に新行政首都と呼ばれる人工都市を建設し、カイロからの首都機能移転を目指している。新行政首都には、高さ1,000mの「オブリスコ・キャピタル」の建設が計画されている。

### アゼルバイジャン
アゼルバイジャンでは、首都バクーで高さ1,050mの「アゼルバイジャン・タワー」の建設が計画されている（2028年完成目標）。

### イギリス
ロンドンに「マイルハイエコタワー」という500階建て、1,500mのビルを建設する構想がある。

### アルゼンチン
ブエノスアイレスに「ブエノスアイレス・フォーラム」と呼ばれる1,000mのビルを建設する計画がある。

## 過去のハイパービルディング計画
- ザ・イリノイ（1600m、1956年）
- ヒューストンタワー（2100m、1979年）
- ウルティマタワー（3217m、1991年）
- エアロポリス2001（2000m、1989年）
- スカイシティー1000（1000m、1989年）
- X-Seed 4000（4000m、1990年）
- 東京バベルタワー（10000m、1992年）
- 清水メガシティピラミッド（2004m、1990年代？）

## 書籍
- HYPER首都（ハイパービルディング研究会著 財団法人 日本建築センター 1999年）
- 千メートルビルを建てる 超超高層のハードとソフト（尾島俊雄著 講談社 1997年）
- 縦型都市構想 自然との共存をめざす近未来立体都市（グループV1000著 海文堂出版 1989年）